# Olga Wassiljewna Smirnitskaja

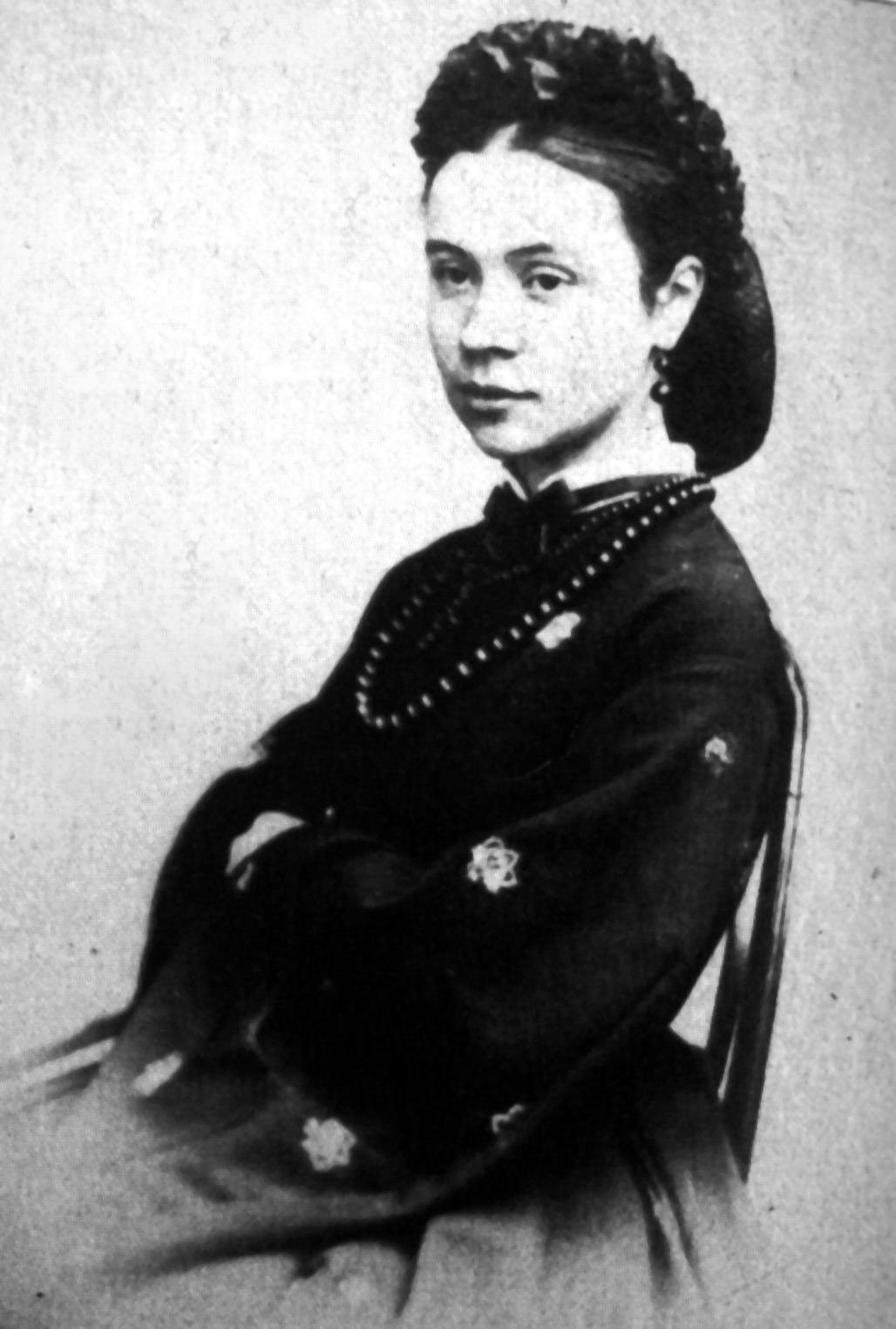
Olga Smirnitskaja

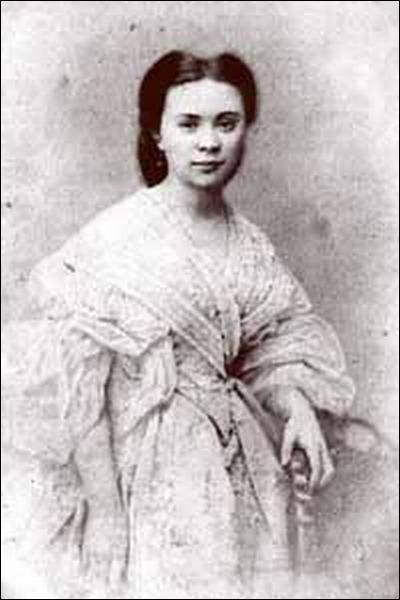
Olga Smirnitskaja, 1856

Olga Wassiljewna Smirnitskaja (russisch Ольга Васильевна Смирнитская; 1837–1920) war eine Musikerin, die als eine der ersten Komponistinnen Russlands gilt und zeitweilig ein Liebesverhältnis mit Johann Strauss Sohn unterhielt.

## Leben
Smirnitskaja war eine geachtete Persönlichkeit im Musikleben St. Petersburgs. Sie überwand die Hindernisse und Vorurteile, denen adelige Frauen im Russland des 19. Jahrhunderts unterworfen waren. Sie gilt als eine der ersten Russinnen, die sich nachweislich als Komponistinnen versuchten.
Bekannt wurde sie auch durch ihre zeitweilige amouröse Beziehung (1860–1862) zum Wiener Walzerkomponisten Strauss. Dieser richtete an sie zahlreiche Liebesbriefe, die bis ins späte 20. Jahrhundert als verschollen galten. In Abschriften, die in Bibliotheken Russlands verwahrt werden, sind diese Briefe jedoch erhalten geblieben.
Anfang 2025 wurde am Wiener Odeon-Theater das Stück Blitz und Donner von Milena Michiko Flasar basierend auf den Briefen von Johann Strauss an Olga Smirnitskaja unter der Regie von Jacqueline Kornmüller mit Christian Nickel und Mara Romei in den Hauptrollen uraufgeführt.